# Strigocuscus
Genre
Strigocuscus est un genre de marsupial de la famille des Phalangeridae.

## Liste des espèces
Selon Mammal Species of the World (version 3, 2005)  (27 mai 2010) :
- Strigocuscus celebensis (Gray, 1858)  
  - sous-espèce Strigocuscus celebensis celebensis (Gray, 1858)
  - sous-espèce Strigocuscus celebensis feileri Groves, 1987
  - sous-espèce Strigocuscus celebensis sangirensis Meyer, 1896
- Strigocuscus pelengensis Tate, 1945
  - sous-espèce Strigocuscus pelengensis mendeni Feiler, 1978
  - sous-espèce Strigocuscus pelengensis pelengensis Tate, 1945

Pour Strigocuscus gymnotis (Peters & Doria, 1875) voir Phalanger gymnotis